# Bàsquet als Jocs Olímpics d'estiu de 1948
Als Jocs Olímpics d'Estiu de 1948 celebrats a la ciutat de Londres (Regne Unit) es realitzà una competició de bàsquet en categoria masculina, sent la segona vegada que aquest esport formava part del programa olímpic oficial. La competició tingué lloc al Harringay Arena entre els dies 30 de juliol i el 13 d'agost de 1948.

## Comitès participants
Hi participaren un total de 298 jugadors de 23 comitès nacionals diferents:
| - Argentina (14) - Bèlgica (14) - Brasil (10) - Canadà (14) - Corea (9) - Cuba (14) - Egipte (14) - Estats Units (14) - Filipines (10) - França (14) - Hongria (14) - Iran (13) | - Iraq (10) - Irlanda (14) - Itàlia (14) - Mèxic (14) - Perú (11) - Regne Unit (13) - Suïssa (14) - Txecoslovàquia (149 - Uruguai (14) - Xile (14) - Xina (10) |

## Resum de medalles
| Prova           | Or | Argent | Bronze |
| Bàsquet masculí | Estats Units Cliff Barker · Don Barksdale · Ralph Beard · Lew Beck · Vince Boryla · Gordon Carpenter · Alex Groza · Wah Wah Jones · Bob Kurland · Ray Lumpp · Robert Pitts · Jesse Renick · Jackie Robinson · Kenny Rollins | França André Barrais · Michel Bonnevie · André Buffière · René Chocat · René Dérency · Maurice Desaymonnet · André Even · Maurice Girardot · Fernand Guillou · Raymond Offner · Jacques Perrier · Yvan Quénin · Lucien Rebuffic · Pierre Thiolon | Brasil Algodão · João Bráz · Ruy de Freitas · Marcus Vinícius Dias · Affonso Évora · Alexandre Gemignani · Alfredo da Motta · Alberto Marson · Nilton Pacheco · Massinet Sorcinelli |

## Medaller
| Posició | País         | Or | Argent | Bronze | Total |
| 1       | Estats Units | 1  | 0      | 0      | 1     |
| 2       | França       | 0  | 1      | 0      | 1     |
| 3       | Brasil       | 0  | 0      | 1      | 1     |

## Resultats

### Ronda preliminar
Els 23 equips són dividits en quatre grups de sis equips. Els dos primers de cada grup passen a quarts de final. Es donen dos punts al vencedor de cada partit i un al perdedor, els empats són resolts observant la diferència de punts assolits en els partits.

#### Grup A
|            | Jugats | G | P | PF  | PC  | Pts |
| ---------- | ------ | - | - | --- | --- | --- |
| Brasil     | 5      | 5 | 0 | 261 | 150 | 10  |
| Uruguai    | 5      | 3 | 2 | 246 | 170 | 8   |
| Hongria    | 5      | 3 | 2 | 201 | 172 | 8   |
| Canadà     | 5      | 3 | 2 | 222 | 205 | 8   |
| Itàlia     | 5      | 1 | 4 | 170 | 208 | 6   |
| Regne Unit | 5      | 0 | 5 | 103 | 298 | 5   |

- Uruguai derrota el Regne Unit, 69-17
- Brasil derrota Hongria, 45-41
- Canadà derrota Itàlia, 55-37

- Brasil derrota Uruguai, 36-32
- Canadà derrota Regne Unit, 44-24
- Hongria derrota Itàlia, 32-19

- Brasil derrota Regne Unit, 76-11
- Hongria derrota Canadà, 37-36
- Uruguai derrota Itàlia, 46-34

- Itàlia derrota Regne Unit, 49-28
- Uruguai derrota Hongria, 49-31
- Brasil derrota Canadà, 57-35

- Hongria derrota Regne Unit, 60-23
- Brasil derrota Itàlia, 47-31
- Canadà derrota Uruguai, 52-50

#### Grup B
|           | Jugats | G | P | PF  | PC  | Pts |
| --------- | ------ | - | - | --- | --- | --- |
| Corea     | 5      | 3 | 2 | 258 | 152 | 8   |
| Xile      | 5      | 3 | 2 | 269 | 162 | 8   |
| Bèlgica   | 5      | 3 | 2 | 234 | 156 | 8   |
| Filipines | 5      | 3 | 2 | 262 | 200 | 8   |
| Xina      | 5      | 3 | 2 | 281 | 202 | 8   |
| Iraq      | 5      | 0 | 5 | 113 | 545 | 5   |

- Filipines derrota Iraq, 102-30
- Corea derrota Bèlgica, 29-27
- Xile derrota Xina, 44-39

- Xile derrota Iraq, 100-18
- Filipines derrota Corea, 35-33
- Xina derrota Bèlgica, 36-34

- Xile derrota Filipines, 68-39
- Bèlgica derrota Iraq, 98-20
- Xina derrota Corea, 49-48

- Bèlgica derrota Xile, 38-36
- Corea derrota Iraq, 120-20
- Filipines derrota Xina, 51-32

- Bèlgica derrota Filipines, 37-35
- Xina derrota Iraq, 125-25
- Corea derrota Xile, 28-21

#### Grup C
|                | Jugats | G | P | PF  | PC  | Pts |
| -------------- | ------ | - | - | --- | --- | --- |
| Estats Units   | 5      | 5 | 0 | 325 | 167 | 10  |
| Txecoslovàquia | 5      | 4 | 1 | 217 | 190 | 9   |
| Argentina      | 5      | 3 | 2 | 246 | 199 | 8   |
| Perú           | 5      | 2 | 3 | 198 | 187 | 7   |
| Egipte         | 5      | 1 | 4 | 162 | 252 | 6   |
| Suïssa         | 5      | 0 | 5 | 120 | 269 | 5   |

- Estats Units derrota Suïssa, 86-21
- Txecoslovàquia derrota Perú, 38-30
- Argentina derrota Egipte, 57-38

- Perú derrota Egipte, 52-27
- Argentina derrota Suïssa, 49-23
- Estats Units derrota Txecoslovàquia, 53-28

- Perú derrota Suïssa, 49-19
- Estats Units derrota Argentina, 59-57
- Txecoslovàquia derrota Egipte, 52-38

- Estats Units derrota Egipte, 66-28
- Txecoslovàquia derrota Suïssa, 54-28
- Argentina derrota Perú, 42-34

- Egipte derrota Suïssa, 31-29
- Estats Units derrota Perú, 61-33
- Txecoslovàquia derrota Argentina, 45-41

#### Grup D
|         | Jugats | G | P | PF  | PC  | Pts |
| ------- | ------ | - | - | --- | --- | --- |
| Mèxic   | 4      | 4 | 0 | 184 | 109 | 8   |
| França  | 4      | 3 | 1 | 214 | 131 | 7   |
| Cuba    | 4      | 2 | 2 | 213 | 131 | 6   |
| Iran    | 4      | 1 | 3 | 136 | 219 | 5   |
| Irlanda | 4      | 0 | 4 | 70  | 281 | 4   |

- França derrota Iran, 62-30
- Mèxic derrota Cuba, 39-31

- Mèxic derrota Irlanda, 71-9
- França derrota Cuba, 37-31

- Mèxic derrota França, 56-42
- Iran derrota Irlanda, 49-22

- Mèxic derrota Iran, 68-27
- Cuba derrota Irlanda, 88-25

- Cuba derrota Iran, 63-30
- França derrota Irlanda, 73-14

### Quarts de final
|  | Quarts de final             | Quarts de final              |                              |       | Semifinals  | Semifinals  |  |  | Final                        | Final |
|  |                             |                              |                              |       |             |             |  |  |                              |       |
|  | 9 d'agost - Harringay Arena |                              |                              |       |             |             |  |  |                              |       |
|  |                             |                              |                              |       |             |             |  |  |                              |       |
|  | Estats Units                | 63                           |                              |       |             |             |  |  |                              |       |
|  | Estats Units                | 63                           | 11 d'agost - Harringay Arena |       |             |             |  |  |                              |       |
|  | Uruguai                     | 28                           |                              |       |             |             |  |  |                              |       |
|  | Uruguai                     | 28                           | Estats Units                 | 71    |             |             |  |  |                              |       |
|  | 9 d'agost - Harringay Arena |                              | Estats Units                 | 71    |             |             |  |  |                              |       |
|  |                             | Mèxic                        | 40                           |       |             |             |  |  |                              |       |
|  | Mèxic                       | Mèxic                        | 40                           | 43    |             |             |  |  |                              |       |
|  | Mèxic                       |                              | 13 d'agost - Harringay Arena | 43    |             |             |  |  |                              |       |
|  | Corea                       | 32                           |                              |       |             |             |  |  |                              |       |
|  | Corea                       | 32                           | Estats Units                 | 65    |             |             |  |  |                              |       |
|  | 9 d'agost - Harringay Arena |                              | Estats Units                 | 65    |             |             |  |  |                              |       |
|  |                             | França                       | 21                           |       |             |             |  |  |                              |       |
|  | Brasil                      | França                       | 21                           | 28    |             |             |  |  |                              |       |
|  | Brasil                      | 11 d'agost - Harringay Arena |                              | 28    |             |             |  |  |                              |       |
|  | Txecoslovàquia              | 23                           |                              |       |             |             |  |  |                              |       |
|  | Txecoslovàquia              | 23                           | França                       | 45    | Tercer lloc | Tercer lloc |  |  |                              |       |
|  | 9 d'agost - Harringay Arena |                              | França                       | 45    | Tercer lloc | Tercer lloc |  |  |                              |       |
|  |                             | Brasil                       | 33                           |       |             |             |  |  |                              |       |
|  | França                      | Brasil                       | 33                           | 53    | Brasil      | 52          |  |  |                              |       |
|  | França                      |                              |                              | 53    | Brasil      | 52          |  |  |                              |       |
|  | Xile                        | 52                           |                              | Mèxic | 47          |             |  |  |                              |       |
|  | Xile                        | 52                           |                              |       | 47          |             |  |  |                              |       |
|  |                             |                              |                              |       |             |             |  |  | 13 d'agost - Harringay Arena |       |
|  |                             |                              |                              |       |             |             |  |  |                              |       |